# مجمع موتور رايني ها (أرزوئية)
مجمع موتور رایني ها (بالإنجليزية: Mojtame Mowtowr-e Rayiniha)‏ هي منطقة سكنية تقع في إيران في Arzuiyeh Rural District. يقدر عدد سكانها بـ 167 نسمة .